# Allan Kämpe
Allan Kämpe var en tecknad serie skapad av Eugen Semitjov i december 1942 och publicerad i bland annat Veckans Serier 1943, Rekord-Magasinet 1944–1950, Serienytt 1962–1963 och 1971–1972 i Serie-Pressen.

## Beskrivning
Huvudpersonen Allan är en flygare som tillsammans med sin flickvän Eva råkar ut för ett haveri i polartrakterna och kraschlandar i närheten av en mystisk anläggning. Invånarna i anläggningen räddar Allan Kämpe och flickvännen och det visar sig att de är en sammanslutning av forskare, den så kallade "Hjärntrusten", som från sin hemliga bas verkar för jordens bästa. Den rakryggade och modige Allan Kämpe ansluter sig till forskarna och börjar att bekämpa "superskurkar" och andra faror som hotar människosläktet.
Eugen Semitjov började teckna serien under sin tid som inkallad flygmekaniker på F 8 Barkarby,[källa behövs] och Allan Kämpe beskrivs bäst som en svensk Blixt Gordon. Semitjov slutade teckna serien i maj 1957.

## Historik
Allan Kämpe blev först publicerad i Veckans serier nr 22-42, 1943.  År 1949, 1950 och 1951 kom det ut julalbum med Allan Kämpe.
År 1953 försökte Beliförlaget lansera Allan Kämpe i en egen tidning, men utgivningen varade endast i 18 nummer.
Åren 1962–1963 gav Formatic Press ut Allan Kämpe i egen tidning, som även den blev kortlivad – åtta nummer.
År 1976 utgavs ett samlingsalbum med dagstrippserier av Allan Kämpe från åren 1945–1957. Ursprungligen publicerades dagstripparna i en mängd olika dagstidningar, bland annat i den socialdemokratiska Morgon-Tidningen.
Serien gick även på export till ett flertal länder, för det mesta med ändrad titel och namn på figurerna
I mars 2025 hade en dokumentärfilm om Semitjov biopremiär, och det utgavs en tidning med Allan Kämpes första äventyr, "Kampen om hjärntrusten".